# Jan Hendrik Hofmeyr (Politiker, 1845)

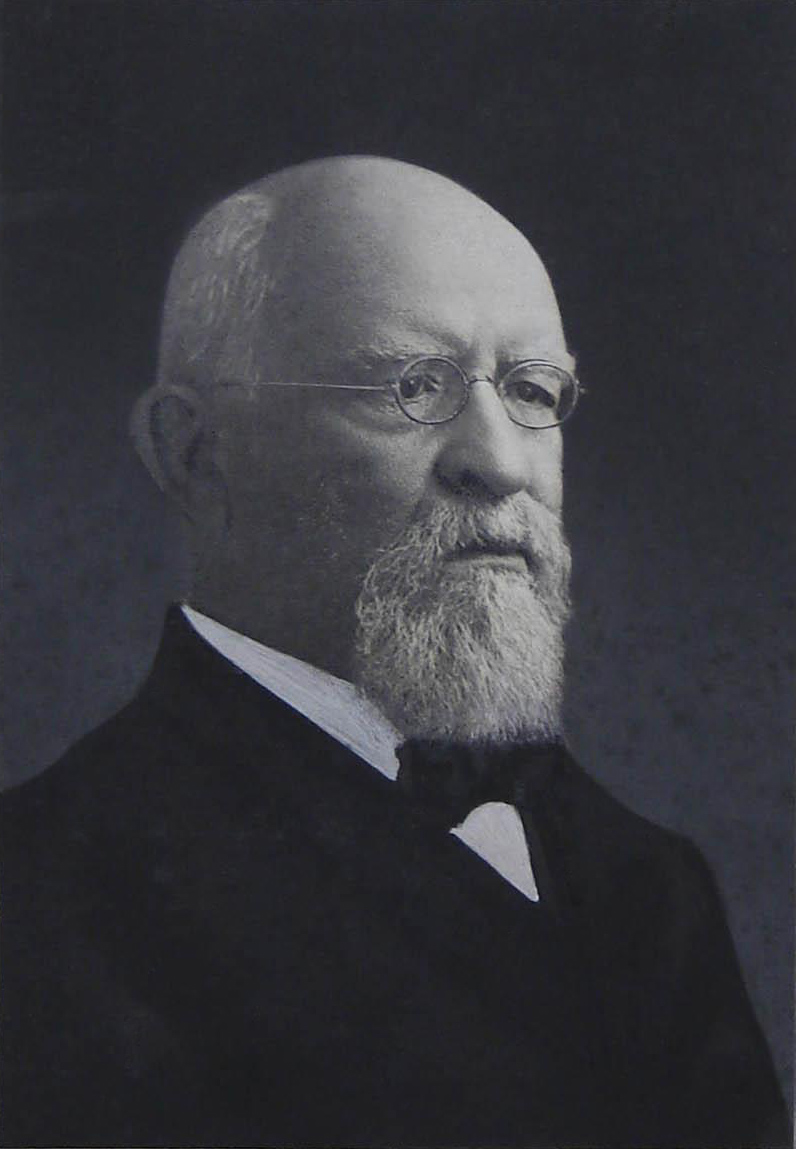
Jan Hendrik Hofmeyr (1906)

Jan Hendrik Hofmeyr (* 4. Juli 1845 in Kapstadt; † 11. November 1909 in London), Spitzname Onze Jan („Unser Jan“), war ein burischer Politiker in der Kapkolonie. Er war langjähriger Vorsitzender des Afrikanerbond (AB).

## Leben

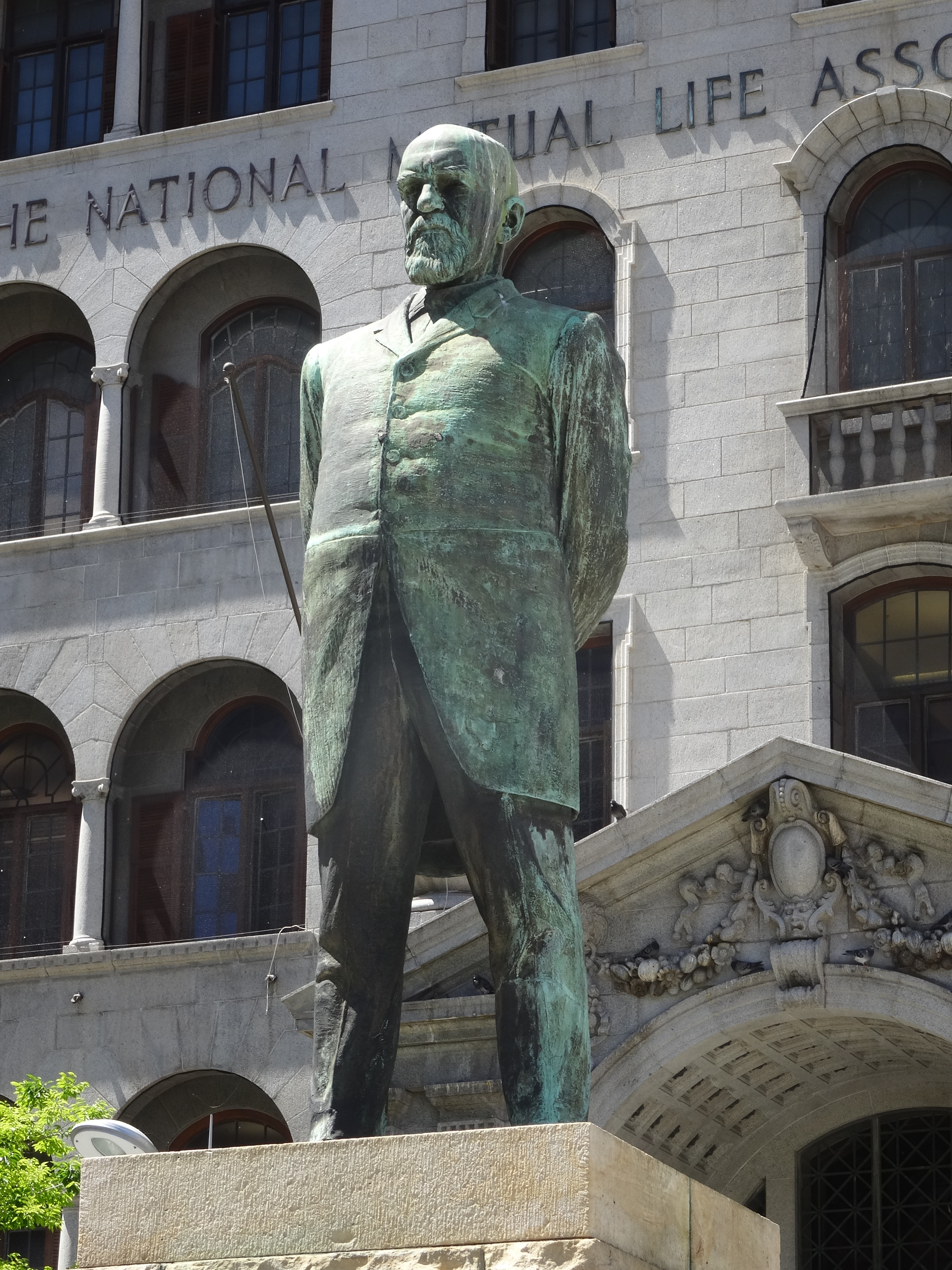
Hofmeyr-Statue am Church Square in Kapstadt

Hofmeyr war das älteste von fünf Kindern eines Weinbauern auf der Kaphalbinsel. Er erhielt seine Ausbildung am South African College. Anschließend arbeitete er als Journalist. Er erwarb den Volksfriend, vereinigte ihn mit dem Zuid-Afrikaan zu Ons Land („Unser Land“) und leitete die Zuid-Afrikaansche Tijdschrift. 1878 gründete er die Zuidafrikaanse Boeren Beschermings Vereeniging (ZBB), eine gemäßigte Vertretung der Buren. Er strebte die Anerkennung der niederländischen Sprache als „Sprache im öffentlichen Raum“ an. 1879 wurde er im Wahlkreis Stellenbosch in das Parlament der Kapkolonie gewählt. Von Mai bis Oktober 1881 war er unter Premierminister Thomas Charles Scanlen Minister ohne Geschäftsbereich. Er trat zurück, nachdem sein Bemühen um die niederländische Sprache erfolglos blieb; 1882 war ihm nachträglich Erfolg beschieden.
Die 1881 beschlossene Vereinigung von Afrikanerbond und ZBB zog sich lange hin, da Meinungsunterschiede nicht ausgeräumt werden konnten und die Infrastruktur wenig ausgebaut war. Im März 1882 wurde Hofmeyr in Graaff-Reinet in Abwesenheit zum künftigen Vorsitzenden gewählt. Im Oktober 1882 besuchte Hofmeyr erstmals den Afrikanerbond-Kongress in Richmond. Die ZBB ging 1883 im Afrikanerbond auf, dessen Vorsitz Hofmeyr übernahm. Der Afrikanerbond war auch im Oranje-Freistaat und in der Südafrikanischen Republik (ZAR) aktiv. Unter Hofmeyr gewann die Partei mehrere Wahlen zum Parlament der Kapkolonie. Hofmeyr strebte aber keine Regierungsposten mehr an, sondern galt als „Königsmacher“ bei der Auswahl britischer Regierungspolitiker der Kapkolonie. So ermöglichte er den Aufstieg von Cecil Rhodes, den er lange unterstützte, zum Premierminister der Kapkolonie. 1890 verhandelte er mit Paul Kruger die Bedingungen der Swaziland Convention zwischen Briten und der ZAR; 1894 nahm er an der Empire-Konferenz in Ottawa teil, auf der sich Vertreter britischer Kolonien trafen.
Nach dem Jameson Raid 1895 trat er aus Protest gegen Rhodes’ Verhalten zurück, kehrte jedoch bald darauf in seine Ämter zurück. Die Zeit des Zweiten Burenkrieges verbrachte er wegen einer Krankheit in Europa.
1880 heiratete er Aleda Hendrikz, die 1883 starb. 1900 heiratete er deren Schwester Johanna Hendrikz. 1909 starb er in London, wo er zur Delegation südafrikanischer Politiker gehörte, die einen Entwurf zur Bildung der Südafrikanischen Union präsentierten.

## Ehrungen
Die 1873 gegründete Stadt Hofmeyr in der heutigen Provinz Ostkap, Gemeinde Enoch Mgijima, wurde 1911 nach ihm benannt.

## Namensvettern
Sein gleichnamiger Neffe zweiten Grades Jan Hendrik Hofmeyr (1894–1948) war ebenfalls Politiker sowie Hochschullehrer. Er verfasste 1913 eine Biografie über seinen Onkel. Jan-Hendrik Hofmeyr (* 1953) ist ein Hochschullehrer für Biokomplexität und Biochemie an der Universität Stellenbosch.